# 裕隆日産汽車
裕隆日産汽車股份有限公司（ユーロンにっさんきしゃ）は、台湾における日産自動車のディストリビューターである。現在台湾自動車シェア2位。
2003年に、裕隆汽車60%・日産自動車40%の出資比率で設立された。（現在の出資比率は裕隆汽車48%、日産自動車41%）
尚、一部車種は海外からの輸入となる。

## 沿革
- 1959年3月 - 裕隆汽車が日産車の生産を開始。
- 1995年 - 桃園県、台北県などから苗栗県三義郷に工場を移転。
- 2003年 - 裕隆汽車から分離、裕隆汽車が製造を裕隆日産が販売を担う。

## 生産拠点/生産車/販売車

### 裕隆苗栗三義工場
- 日産・セントラ（B18）
- キックス (P15)
- N7を除くラクスジェンブランド全車

### 日本からの輸入車種
- エクストレイル(T33)
- QX60とQX50を除くインフィニティブランド全車

### 米国からの輸入車種
- アルティマ（L34）
- インフィニティ・QX60

### メキシコからの輸入車種
- インフィニティ・QX50

### イギリスからの輸入車種
- ジューク(F16)

### 生産/販売終了車
- セントラ (G10、日本名：ブルーバードシルフィ)
- ブルーバード(G11、日本名：ブルーバードシルフィ)
- セフィーロ　(A33・A32)
- セドリック (Y30)
- スタンザ
- ローレル
- マーチ/ベリータ（日本名：マーチ・ルンバ）/マーチセダン (K11)
- キャラバン
- バネット
- エクストレイル(T30)
- セレナ (C24)
- ローグ（J10）
- ティアナ (J32)
- ムラーノ（Z52）
- リヴィナ
- マーチ（K13）
- ティーダ(日本名：ティーダラティオ)
- GT-R
- 370Z
- インフィニティ・Q30